# TestComplete
TestComplete ist eine Software zur Testautomatisierung, die von SmartBear Software entwickelt wird.
TestComplete ermöglicht es dem Tester automatisierte Tests für Anwendungen auf den Betriebssystemen Windows, Android,  iOS sowie für Webanwendungen zu schreiben.
Tests können aufgezeichnet werden oder durch das Schreiben von Skripten erstellt werden.
TestComplete gliedert sich in 3 Module:
- Desktop
- Web
- Mobile

Jedes Modul enthält die Funktionalität, die für das Erzeugen der automatischen Tests auf dieser Plattform nötig ist.

## Architektur und Funktionsumfang
TestComplete ist ein Toolset für Testmanagement, Testdesign, Testausführung und Testdatengenerierung für funktionale und Regressionstests. TestComplete besteht aus:
- dem Programm TestComplete, es dient als Kommandozentrale für die Erstellung der TestSuite.
- TestLeft, welches Entwicklern hilft, direkt aus der IDE Tests zu schreiben[2]
- TestExecute, welches die Testfälle nach der Erstellung ausführt (bei Bedarf auf mehreren Maschinen) und die Ergebnisse abspeichert und auf Wunsch als XML, MHT oder HTML exportiert.[3] Hierbei wird auf die Zusammenarbeit mit gängigen Werkzeugen wie Jenkins, Bugzilla, Jira, Git, Selenium, SVN, SoapUI und QAComplete verwiesen.

## Funktionalität, Anwendung, Methodik
Liste der Features

### Testarten
- Automatisierte Softwaretests von Webanwendungen
- Black-Box-Tests
- Keyword-Driven Testing
- Lasttests
- Modultests
- Regressionstests
- Systemtests
- Testabdeckung

### Skriptsprachen
(Quelle:)
- C#Script
- C++Script
- DelphiScript
- JScript
- JavaScript
- Python
- VBScript

### Anwendungstypen
TestComplete wird zum Testen von verschiedenen Anwendungstypen verwendet, darunter Webanwendungen, Windows-Anwendungen, Android-Anwendungen, iOS-Anwendungen, WPF-Anwendungen, HTML5-Anwendungen, Flash-Anwendungen, Flex-Anwendungen, Silverlight-Anwendungen, Anwendungen, die auf dem .NET-Framework basieren, Anwendungen, die die Komponentenbibliothek VCL verwenden,  Java-Anwendungen und weitere.